# تیغ شتری
تیغ شتری (نام علمی: Vachellia erioloba) نام یک گونه از سرده واچلیا است.